# Yukio Peter
Yukio Peter (* 29. Januar 1984 in Aiwo) ist ein nauruischer Gewichtheber.
Er gewann den Titel in der Kategorie bis 69 kg bei den Junioren-Ozeanienmeisterschaften 2004 in Niue.
Peter war einer der drei nauruischen Teilnehmer an den Olympischen Sommerspielen 2004 in Athen und außerdem Fahnenträger bei der Eröffnungszeremonie. Im Gewichtheben der Kategorie bis 69 kg belegte Peter den 8. Platz, womit er ein Olympisches Diplom gewann. Ein Muskelkrampf verhinderte dabei eine bessere Klassierung.
Bei den Weltmeisterschaften 2005 in Doha gewann Yukio Peter im Reißen der Kategorie bis 77 kg sensationell die Silbermedaille. Im olympischen Zweikampf belegte er den 4. Platz. 2010 gewann er bei den Commonwealth Games die Goldmedaille.